# Smeerenburg

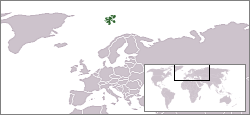
Localisation de Svalbard

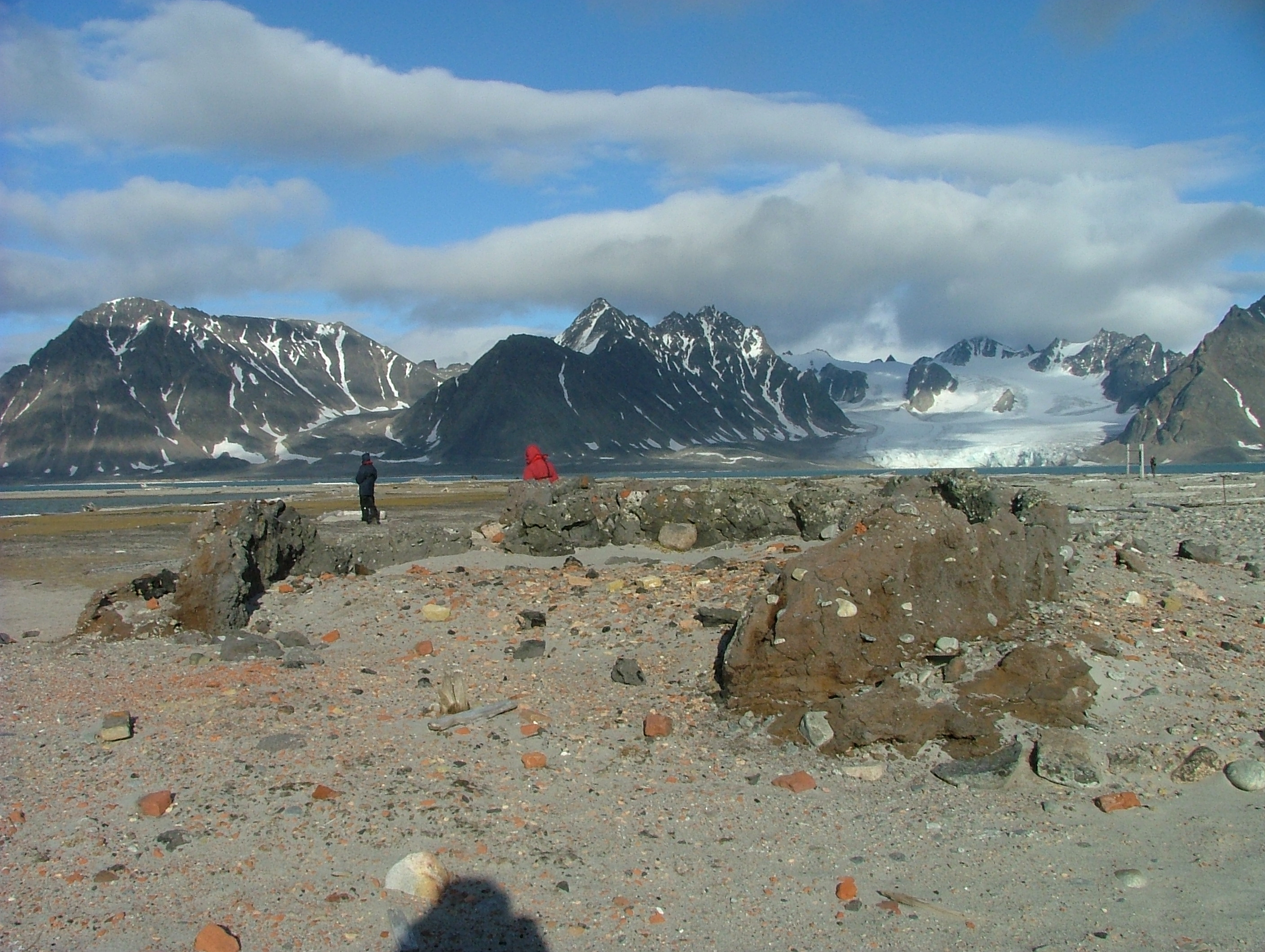
Reste de cuves à graisse, Smeerenburg

Smeerenburg est une colonie sur Amsterdamøya dans le nord-ouest du Svalbard, en Norvège. Le nom « Smeerenburg » signifie littéralement en néerlandais « ville de graisse de baleine ».
C'est à l'origine en 1617, un camp de chasseur de baleines néerlandais, qui servit de centre logistique pour la pêche. Autour de 1660, avec le déclin de la chasse à la baleine, la colonie fut abandonnée.
En 1973, les vestiges de Smeerenburg ont intégré le parc national local.

## Dans la culture populaire
Le film d'animation Klaus se déroule dans la ville de « Smeerensburg » située sur une île du nord de la Scandinavie, le producteur Sergio Pablos confirmant s'être inspiré de Smeerenburg pour les décors de son film.